# تنگ‌پوش

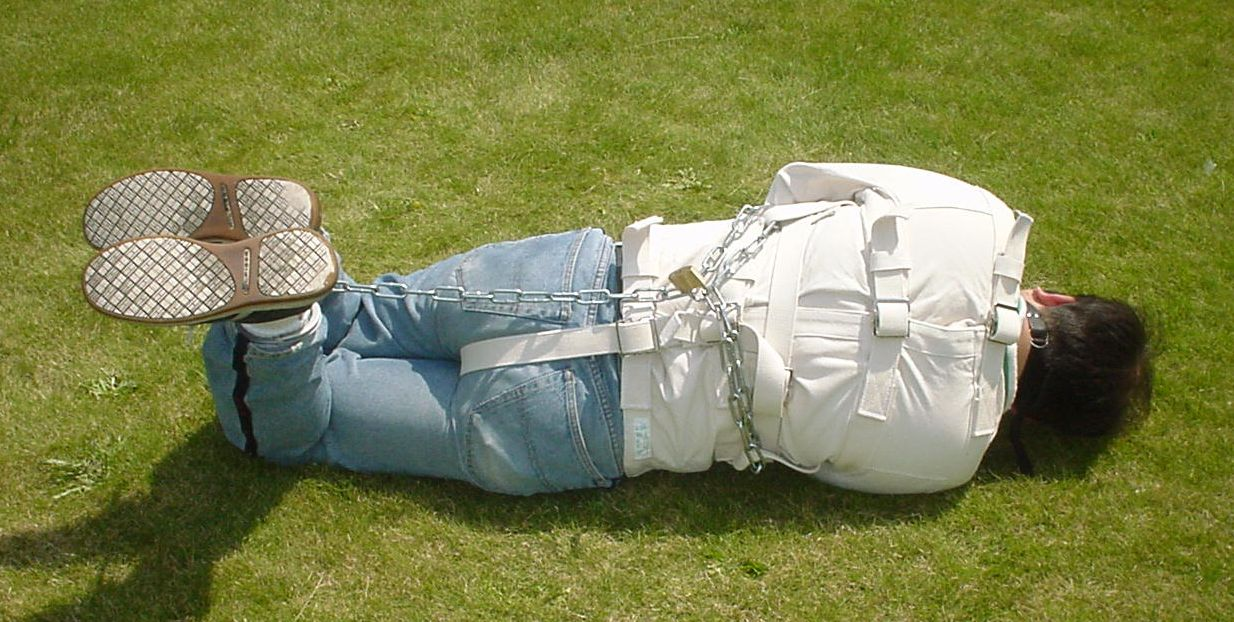

تنگ‌پوش (به انگلیسی: Straitjacket) نوعی لباس است، شبیه ژاکت و با آستین‌های دراز که از آن برای ایجاد محدودیت فیزیکی در فردی که ممکن است به خود یا دیگران آسیب رساند، استفاده می‌شود. تنگ‌پوش معمولاً از جنس کرباس تهیه می‌شود ولی نوع چرمی یا پلاستیکی آن به عنوان یک پوشش مد روز هم ساخته شده‌است.
در سال‌های دور، ایجاد محدودیت فیزیکی به عنوان یک روش درمانی در بیماری‌های روانی مورد استفاده قرار می‌گرفت و از همین رو استفاده از این وسیله با دید منفی همراه شده‌است. 
از نظر ایمنی، این وسیله نباید برای مدت طولانی مورد استفاده قرار گیرد چون موجب درد می‌شود. همچنین رها شدن از آن در موارد اضطراری مشکل دیگر آن است. امنیت این وسیله نیز تضمین شده نیست و موارد متعددی از فرار سریع از داخل آن ثبت شده‌است. تنگی و گشادی این لباس در امنیت آن مؤثر است.